# Noctua latemarginata
Noctua latemarginata là một loài bướm đêm trong họ Noctuidae.